# Olga Vasiljevna Lepešinská
Olga Vasiljevna Lepešinská (rusky Ольга Васильевна Лепешинская, 28. září 1916, Kyjev – 20. prosince 2008, Moskva) byla sovětská tanečnice a taneční pedagožka.

## Biografie
Vystudovala moskevské choreografické učiliště a po tři desetiletí byla sólistkou baletu Velkého divadla v Moskvě, kde debutovala jako Máša v Louskáčkovi už v šestnácti letech, o dva roky později v roce 1935 poprvé zazářila v hlavní roli baletu Tři tlouštíci.
Od té doby dostávala největší role včetně Kitri v Donu Quijotovi (1941), Popelky (při světové premiéře 1945), Jeanne v Plamenech Paříže (1947), Tao Choa v Rudém máku (1949) a mnoho dalších. Jí nastudované postavy vynikaly temperamentem a pozitivním vyzněním. Kariéru ukončila na následky vážných zdravotních problémů spojených s úmrtím svého manžela v roce 1963.
Po ukončení taneční kariéry působila jako pedagožka v Sovětském svazu i v řadě dalších zemí, např. Francii, obou tehdejších německých státech, Itálii či Číně.
Byla politicky a občansky velmi aktivní, byla členkou Komsomolu, zvolena do Moskevského sovětu. Za druhé světové války byla členkou 1. gardové frontové brigády Velkého divadla, která vystupovala před vojsky na frontě.
Byla čtyřikrát vyznamenána Státní cenou a řadou jiných vyznamenání a získala titul národní umělkyně SSSR.
Byla vdaná za armádního generála Alexeje Antonova.